# Robert McBride
Robert McBride (Tucson, 20 de febrero de 1911 – 1 de julio de 2007) es un compositor e instrumentalista estadounidense.

## Biografía
McBride aprendió a tocar a edad temprana el clarinete, el oboe, el saxofón y el piano. Estudió composición con Otto Luening en la Universidad de Arizona, recibiendo la licenciatura del grado de Música en 1933, y el Máster en 1935. De 1935 a 1946 dio clases en el Bennington College, donde conoció a su mujer, Carol. Poso después, se trasladó a Nueva York, donde trabajó brevemente como compositor y arreglista comercial, al principio para la Triumph Films, produciendo termas para Farewell to Yesterday (1950), The Man with My Face (1951), Garden of Eden (1954), y otros cortos. Cuando la televisión empezó a suplantar a los cortometrajes en el cine, en 1957 se unió a la facultad de su "alma mater", la Universidad de Arizona, donde enseñó hasta 1976.
A mediados de los 90, desarrolló un trastorno del oído que le hacía oír tonos medio paso desviados, por lo que no podía escuchar música en absoluto.

## Estilo
Su música, a menudo con títulos pegadizos, abarcaba desde lo serio a lo caprichoso: ballets, piezas de jazz, solos instrumentales, piezas de cámara y obras orquestales.

## Discografía
- 1934. Mexican Rhapsody. Boston Promenade Orchestra; Arthur Fiedler, cond.
- 1935. Fugato on a Well-Known Theme. Boston Promenade Orchestra; Arthur Fiedler, cond.
- 1937. Warm-up for English horn alone (decidedly alone). Robert McBride, English horn.
- 1937. Let down for English horn with piano. Robert McBride, English horn; Paul Creston, piano.
- 1939. Quintet for Oboe and Strings. Robert McBride, oboe; Coolidge Quartet.
- 1939. Swing Stuff. Robert McBride, clarinet; Boston Promenade Orchestra; Arthur Fiedler, cond.
- 1939. Jingle-Jangle. Lawrence White, vibraphone; Boston Promenade Orchestra; Arthur Fiedler, cond.
- 1940. Wise-apple Five, for clarinet and strings. Robert McBride, clarinet; soloists.
- 1947. Aria and Toccata in Swing for Violin and Orchestra. Louis Kaufman, violin; Columbia Symphony Orchestra; Bernard Herrmann, cond.
- 1947. Aria and Toccata in Swing (arr. by Louis Kaufman). Louis Kaufman, violin; Annette Kaufman, piano.
- 1953. Concerto for Violin and Orchestra. Maurice Wilk, violin; American Recording Society Orchestra; Walter Hendl, cond.
- 1957. Mexican Rhapsody. On Fiesta in Hi-Fi. LP recording, 1 disc: 12 in., stereo. Olympian Series. Mercury MG 50134. Eastman-Rochester Orchestra; Howard Hanson, cond. Recorded May 6, 1956, Eastman Theatre, Rochester, N.Y. Reissued 1960 on LP, Mercury SR 90134. Reissued 1992 on CD, Mercury 434 324-2.
- 1958. Pumpkin Eater's Little Fugue. New Symphony Orchestra of London; Salvatore Camarata, cond.
- 1958. Workout for 15 Instruments. New Symphony Orchestra of London; Salvatore Camarata, cond.
- 1968. Panorama of Mexico. Polish National Radio Orchestra; Ladzistan Szostak, cond.
- 1969. March of the Be-Bops. On Music for Orchestra. LP recording, 1 disc: 12 in., stereo. Composers Recordings CRI Plantilla:Not a typo. Polish National Radio Orchestra; Ladzistan Szostak, cond.

## Referencies
1. ↑  «Robert McBride - Social Networks and Archival Context». snaccooperative.org. 2 de abril de 2024.
2. 1 2  Gilbert, Steven E. (2001). «McBride, Robert (Guyn)».  En Sadie, Stanley; Tyrrell, John, eds. The New Grove Dictionary of Music and Musicians (2nd edición). London: Macmillan. ISBN 9780195170672.
3. ↑  Reel, James (2007). «Robert McBride]" (obituary)». Arizona Public Media blogs.